# Eva Golgevit
Pour les articles homonymes, voir Golgevit.
Eva Golgevit (née Chawa Rozencwajg le 16 juin 1912 à Łódź en Pologne et morte le 8 mai 2017) est une résistante française juive, arrêtée, internée et déportée pendant la Seconde Guerre mondiale. Elle survit au Block 10 et à trois "marches de la mort".

## Jeunes années
Eva Golgevit est issue d'une famille juive modeste mais profondément ancrée dans la culture yiddish. Son enfance est marquée par les traditions et les chants de cette communauté, qui joueront un rôle crucial dans sa survie et son témoignage après la guerre.
En 1934, fuyant l'antisémitisme croissant en Pologne, sa famille émigre à Paris, une ville qui deviendra son foyer et le théâtre de son engagement dans la Résistance.
Elle épouse Charles (Chaïm ou Chaïml) Goldgewicht, artisan brodeur, en 1937. A cette période, elle est bobineuse et habite 151 rue de Crimée à Paris 19e.
Engagé volontaire étranger, son mari est fait prisonnier de guerre en 1940.
Son premier fils, Jean, né en 1937. Elle arrive à le mettre en sécurité dans une famille sûre avant son arrestation,.

## Résistance et arrestation
Dès septembre 1940, elle s’engage dans le groupe Solidarité, section juive du mouvement de résistance communiste de la MOI (Main-d'œuvre immigrée) et devient agent de liaison.
En raison de son activité de résistance et à la suite d'une filature de grande envergure de la Brigades Spéciales 2, le 2 juillet 1943. Après son interrogatoire, elle est internée au camp de Drancy le 22 juillet 1943 sous le matricule 15692 puis 36223. Elle est déportée par le convoi 58 parti du camp de Drancy le 31 juillet 1943 à destination du camp d'Auschwitz.

## Déportation
Dès son arrivée le 2 juillet 1943, à la descente du convoi, elle est sélectionnée pour rejoindre le Block 10, celui des "expériences médicales". Elle y reste 10 mois.
Elle est victime des expérimentations bactériologiques de Hans Münch. Elle fait partie d'un groupe de 11 résistances qui s'organise à l'intérieur du camp. Elle parvient à survivre dans des conditions inhumaines, notamment grâce à la solidarité de ses camarades de détention et à la vie du block après le départ des surveillantes.
Elle est ensuite transférée à Birkenau puis au camp annexe de Rajsko, une ferme agricole expérimentale où les conditions sont un peu moins dures.

## Libération et témoignages
Elle survivra encore à trois "marches de la mort" qui la mèneront aux camps de Ravensbrück et de Malchof. Elle y est libérée par l'armée rouge le 1 mai 1945, puis rapatriée le 28 mai 1945 à Paris.
Elle retrouve son mari à Paris en 1945 puis son fils à Bruxelles en 1945. Malgré les expérimentations du block 10, elle donnera naissance à un deuxième fils, Elie, né en 1952.
Après sa libération, elle consacre une grande sa vie à témoigner de son expérience et à transmettre la mémoire de la Shoah.
A 98 ans, elle publie un livre témoignage « Ne pleurez pas, mes fils… », édité par Le Manuscrit (collection Témoignages de la Fondation pour la Mémoire de la Shoah),.
Son fils, Jean Golgevit, perpétue sa mémoire en participant au documentaire « La Résistante et l'enfant » de Jean Barat, qui raconte leur histoire.

## Honneurs
Eva Golgevit reçoit la médaille de chevalier de la Légion d'honneur le 22 septembre 1984.